# Морден (Манітоба)
Морден (англ. Morden) — місто в області Пембіна Вейлі, у південній частині провінції Манітоба в Канаді.

## Історія
Поселення виникло біля струмка Морт Шеваль в 1882 році, при будівництві залізниці компанією Канадська тихоокеанська залізниця і спочатку носило назву Шеваль.
1 січня 1895 року Морден отримав статус муніципалітету і свою сучасну назву. В 1903 році Морден отримав статус «Town», а в 2012 році — статус «City».

## Клімат
Клімат континентальний. Середня температура влітку 18 — 20 °С, взимку −13 — −15 °C. Випадає близько 530 мм опадів.
| Клімат Мордена                                           | Клімат Мордена | Клімат Мордена | Клімат Мордена | Клімат Мордена | Клімат Мордена | Клімат Мордена | Клімат Мордена | Клімат Мордена | Клімат Мордена | Клімат Мордена | Клімат Мордена | Клімат Мордена | Клімат Мордена |
| Показник                                                 | Січ.           | Лют.           | Бер.           | Квіт.          | Трав.          | Черв.          | Лип.           | Серп.          | Вер.           | Жовт.          | Лист.          | Груд.          | Рік            |
| Абсолютний максимум, °C                                  | 13,9           | 14,4           | 25,0           | 36,5           | 42,2           | 40,6           | 43,9           | 40,6           | 39,0           | 33,5           | 24,4           | 17,8           | 43,9           |
| Середній максимум, °C                                    | −11            | −7,2           | −0,6           | 10,4           | 19,4           | 23,6           | 25,9           | 25,3           | 19,1           | 11,2           | −0,5           | −8,3           | 8,9            |
| Середня температура, °C                                  | −15,6          | −11,7          | −4,9           | 4,7            | 12,9           | 17,7           | 20,1           | 19,1           | 13,3           | 6,2            | −4,3           | −12,5          | 3,8            |
| Середній мінімум, °C                                     | −20,1          | −16,2          | −9,2           | −1             | 6,2            | 11,8           | 14,2           | 12,9           | 7,6            | 1,3            | −8             | −16,6          | −1,4           |
| Абсолютний мінімум, °C                                   | −42            | −41,1          | −37,8          | −22            | −15            | −2,2           | 2,2            | −0,5           | −8,3           | −20,5          | −34            | −37,8          | −42            |
| Норма опадів, мм                                         | 19.2           | 19.2           | 25             | 35.5           | 63.3           | 84.4           | 71.2           | 69.9           | 52.7           | 44.8           | 27.4           | 20.8           | 533.3          |
| -------------------------------------------------------- | -------------- | -------------- | -------------- | -------------- | -------------- | -------------- | -------------- | -------------- | -------------- | -------------- | -------------- | -------------- | -------------- |
| Джерело: Канадський департамент навколишнього середовища |                |                |                |                |                |                |                |                |                |                |                |                |                |

## Культура і туризм
У місті розташовані Художня галерея Долини Пембіна і Канадський центр дослідження копалин, що володіє найбільшою в Канаді
колекцією скам'янілих морських рептилій.
З 1967 року в останні вихідні серпня щорічно проводиться фестиваль кукурудзи та яблук.
В 2008 році в Мордон був удостоєний звання «Культурна столиця» у категорії міст з населенням менше 50 тисяч чоловік.